# کارستن هاین
کارستن هاین (انگلیسی: Karsten Heine؛ زادهٔ ۶ آوریل ۱۹۵۵) بازیکن فوتبال اهل آلمان است.
از باشگاه‌هایی که در آن بازی کرده‌است می‌توان به باشگاه فوتبال یونیون برلین و باشگاه فوتبال کمنیتس اشاره کرد.